# Chorinaeus californicus
Chorinaeus californicus là một loài tò vò trong họ Ichneumonidae.